# Кокетрайс
Кокетрайс е защитена местност в акваторията на България от Черно море, принадлежаща на Община Несебър.
Простира се на площ от 760 хектара. Намира се на разстояние от около 12,5 километра източно от Несебър и на около 6,5 километра южно от нос Емине. Представлява пясъчна банка.
Местността е включена в списъка със защитените местности през 2001 г. Обявена е за защитена местност с цел опазване на пясъчна банка и на бентосна фауна в морето. Забранени са риболовът и добивът на миди и рапани.